# Federación Colombiana de Trabajadores de la Educación
La Federación Colombiana de Trabajadores de la Educación (FECODE) es la federación sindical que agrupa los sindicatos departamentales y distritales de maestros de Colombia. Es la federación más importante de la Central Unitaria de Trabajadores de Colombia (CUT) dada la alta tasa de sindicalización de la educación pública, los sindicatos de FECODE cuentan con más de un millón de afiliados en todo el país. FECODE además es filial de la Internacional de la Educación.

## Historia

### Antecedentes
Se realizó el Primer Congreso Pedagógico Nacional realizado en 1917, en julio de 1934, citó a la Conferencia Nacional del Magisterio en Bogotá, se estableció la ley 83 de junio de 1931 sobre sindicatos. El decreto 1602 de julio de 1936 sobre los exámenes y el escalafón docente.

### Orígenes y momentos claves
Fundada el 24 de marzo de 1959, reconocida por el Ministerio de Protección Social, según Resolución N.º 01204 del 6 de agosto de 1962. Agrupa 33 sindicatos regionales y uno nacional. Primer paro nacional de educadores en 1966.
La marcha del hambre en 1966 por maestros del Magdalena hasta Bogotá. Jornada laboral de cinco días a la semana.
Participan en los paros  de 1972, 1973, 1976 y el Paro Cívico nacional de 1977.
Consecución del Estatuto docente en 1979, inicio de la profesionalización del docente en Colombia.
Movimiento pedagógico en Colombia y aportes la Ley General de Educación Ley 115 de febrero de 1994.
1.088 educadores han sido asesinados entre 1985 y 2018
Fecode hace parte del Comité Nacional de Paro, que convocó a las protestas en Colombia de 2019-2020 y al Paro Nacional en Colombia de 2021

## Miembros de Fecode
| Nombre                                                                    | Fundación | Logo |
| ------------------------------------------------------------------------- | --------- | ---- |
| Asociación Distrital de trabajadores y trabajadoras de la Educación (ADE) | 1957      |      |
| Asociación de Educadores del Atlántico (ADEA)                             |           |      |
| Asociación de Educadores de Cundinamarca (ADEC)                           |           |      |
| Asociación de Educadores del Guaviare                                     |           |      |
| Asociación de Educadores del Meta                                         | 1958      |      |
| Asociación de Maestros y Trabajadores de la Educación de Córdoba          |           |      |
| Asociación de Educadores de la Educación de Sucre                         |           |      |
| Asociación de Instituciones de Antioquia (ADIDA)                          | 1951      |      |
| Asociación de Institutores Huilenses(ADIH)                                | 1959      |      |
| Asociación de Educadores del César (ADUCESAR)                             | 1968      |      |
| Asociación de Educadores del Caquetá                                      |           |      |
| Asociación de Educadores del Arauca                                       |           |      |
| Asociación de Educadores del Putumayo                                     |           |      |
| Asociación Sindical de Institutores Nortesantandereanos (ASINORT)         | 1958      |      |
| Asociación Sindical de Institutores de San Andrés                         |           |      |
| Asociación de Educadores de La Guajira                                    |           |      |
| Asociación de Educadores de Vichada                                       |           |      |
| Asociación de Institutores del Cauca (ASOINCA)                            | 1939      |      |
| Sindicato de Educadores Unidos de Caldas                                  |           |      |
| Sindicato de Educadores del Magdalena (EDUMAG)                            |           |      |
| Sindicato de Educadores del Guainía                                       |           |      |
| Sindicato de Educadores de Risaralda                                      | 1967      |      |
| Sindicato de Trabajadores del Sector Educativo de Santander               |           |      |
| Sindicato de Maestros de Casanare                                         |           |      |
| Sindicato del Magisterio de Nariño                                        |           |      |
| Sindicato de Maestros del Tolima                                          |           |      |
| Sindicato de Educadores del Vaupés                                        |           |      |
| Sindicato de Maestros de Boyacá                                           |           |      |
| Sindicato de Educadores del Amazonas                                      |           |      |
| Sindicato Único de Educadores y Trabajadores de la Educación de Bolívar   |           |      |
| Sindicato Único de Trabajadores de la Educación del Quindío               |           |      |
| Sindicato Único de Trabajadores de la Educación del Valle                 |           |      |
| Unión de Maestros del Chocó                                               |           |      |
| Unión Sindical de Directivos de la Educación                              |           |      |